# Wilkołaz-Stacja Kolejowa
Wilkołaz-Stacja Kolejowa – kolonia w Polsce położona w województwie lubelskim, w powiecie kraśnickim, w gminie Wilkołaz.
W latach 1975–1998 miejscowość należała administracyjnie do województwa lubelskiego.